# Hawthorn, South Australia
Hawthorn är en ort i i Australien. Den ligger i kommunen Mitcham och delstaten South Australia, nära delstatshuvudstaden Adelaide. Antalet invånare är 2 155.